# 恩田琴江
恩田 琴江（おんだ ことえ、1985年12月30日 - ）は、元北陸朝日放送（HAB）のアナウンサー。

## 人物
金城学院大学現代文化学部卒業後、2008年4月に北陸朝日放送入社。
北陸朝日放送の地上デジタル放送推進大使（橋本和芳の後任）を務めており、2009年度における石川県での地上デジタル放送推進CMでは、石川県内の地上デジタル放送推進大使（片山千恵子、白崎あゆみ、安田真理、細木美知代）と出演した。趣味はテニス。4人兄弟の末っ子で、三女。
2021年3月をもって北陸朝日放送を退社。

## 主な担当番組

### 過去
- ギュッ!と石川 ゆうどきLive
- HABスーパーJチャンネル
- HABニューススカッシュ
- ANNニュース（土曜・日曜昼のローカルニュース、シフト勤務）
- ANNスーパーJチャンネル（土曜・日曜夕方のローカルニュース、シフト勤務）
- 報道ステーション SUNDAY（日曜夕方のローカルニュース、シフト勤務）
- サンデーステーション（日曜夕方のローカルニュース、シフト勤務）
- DokiDokiてれび（2010年8月23日放送分より2012年3月の最終回まで担当）
- 土曜はドキドキ
- 朝だ!生です旅サラダ（朝日放送、石川県および富山県の中継担当）
- 金沢屋通信（ナレーションとディレクター）
- 会議室の女
- 美人レシピ